# فرودگاه اوریکا (نوادا)
فرودگاه اوریکا (نوادا) (به انگلیسی: Eureka Airport (Nevada)) یک فرودگاه همگانی بهره‌برداری هوایی با کد یاتا EUE است که یک باند فرود آسفالت دارد و طول باند آن ۲۲۲۵ متر است. این فرودگاه در کشور ایالات متحده آمریکا قرار دارد و در ارتفاع ۱۸۱۵ متری از سطح دریا واقع شده است.